# Lingue paleoeuropee

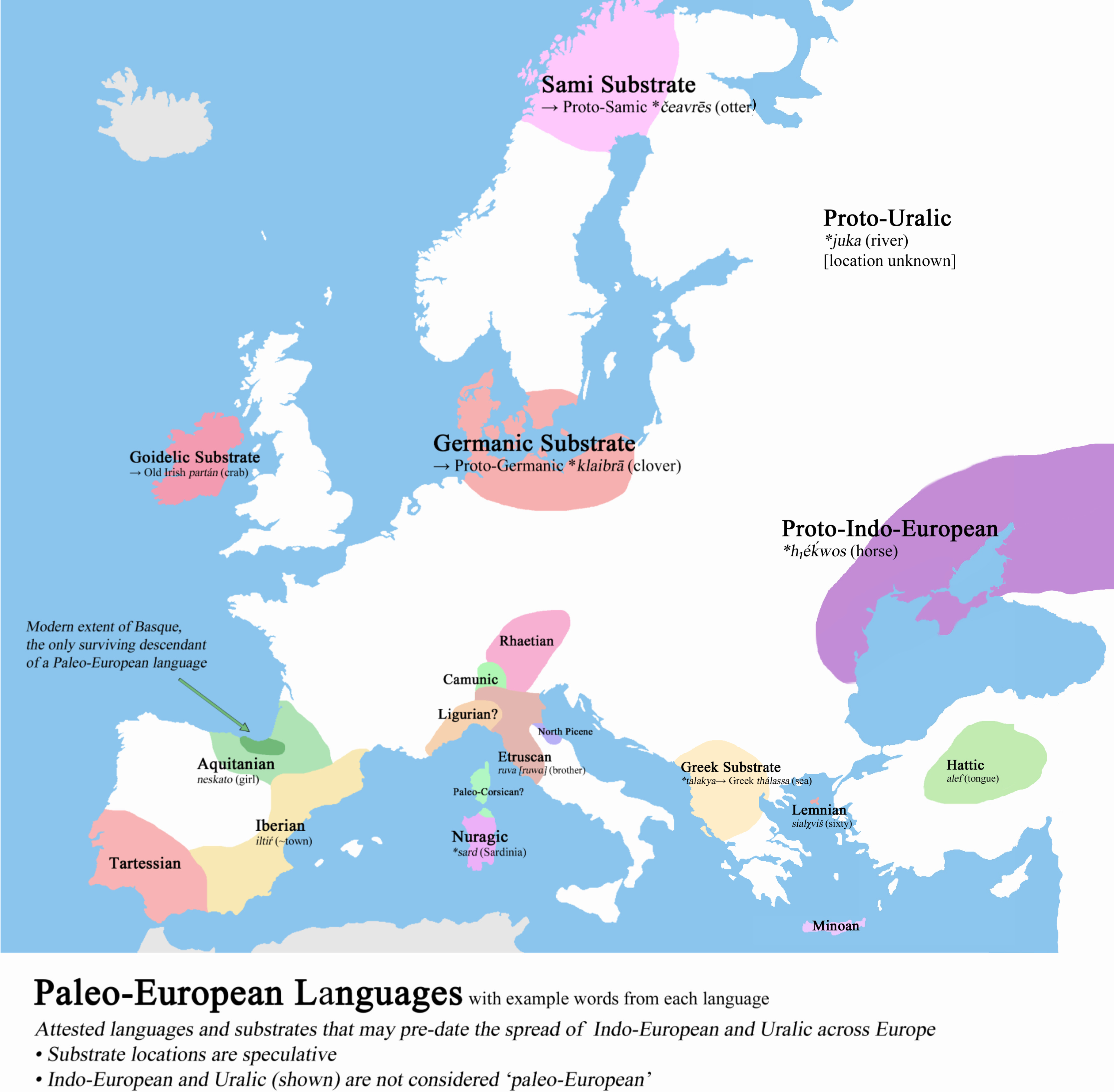
Carta delle antiche lingue paleoeuropee conosciute

Le lingue paleoeuropee, o lingue dell'Europa antica, sono le lingue, attestate solo in piccola parte, che si parlavano in Europa prima della diffusione delle lingue indoeuropee causata dall'invasione nel Calcolitico dei pastori delle steppe occidentali, provenienti in origine dalla steppa pontico-caspica. Oggi la stragrande maggioranza delle popolazioni europee parla lingue indoeuropee, ma fino all'Età del bronzo era l'opposto, con le lingue paleoeuropee di affiliazione non indoeuropea che dominavano il panorama linguistico europeo.
Il termine "lingue dell'Europa antica" è spesso usato in modo più restrittivo per riferirsi solo alle lingue sconosciute dei primi agricoltori europei del Neolitico nell'Europa meridionale, occidentale e centrale e nella penisola balcanica, migrati dall'Anatolia intorno al 9000-6000 a.C., escludendo le lingue sconosciute di vari cacciatori-raccoglitori europei che alla fine furono assorbiti dalle popolazioni agricole nel tardo Neolitico.
Un termine simile, preindoeuropeo, è usato per indicare le lingue diverse tra di loro sostituite dalle lingue indoeuropee. Questo termine include quindi alcune lingue paleo-europee insieme a molte altre lingue parlate in Asia occidentale, Asia centrale e Asia meridionale prima dell'arrivo delle lingue proto-indoeuropee.

## Lingue paleoeuropee attestate e substrati ricostruiti

### Penisola iberica
- Lingua basca (Euskara) – l'unica lingua parlata ancora ai giorni nostri[2]
  - Lingua aquitana – un parente stretto o un antenato diretto del basco moderno.[2]
- Lingua iberica – Forse un parente dell'aquitano e del basco: forse anche ancestrale ad entrambi, ma non confermato.[2]
- Lingua tartessica – non classificato: è possibile che sia legato all'iberico.[2]

Altre lingue paleoispaniche possono essere identificate solo indirettamente attraverso toponimi, antroponimi o teonimi citati da fonti romane e greche. La maggior parte delle iscrizioni trovate sono scritte in alfabeto fenicio o greco. Allo stato attuale ci sono poche evidenze di paleo-alfabeti o geroglifici; il poco materiale esistente è per lo più incompatibile.

### Penisola italiana
- Lingue tirseniche
  - Lingua etrusca – nel nord e centro Italia[2]
  - Lingua retica – nel nord Italia e in Austria[2]
    - Lingua camuna[2]

  - Lingua lemnia – nell'isola di Lemno, Grecia,[2] forse di origine etrusca[7][8]
- Lingua protosarda[2] – forse in relazione con la lingua proto-basca e l'estinta lingua iberica della penisola iberica.[9]
- Lingua picena settentrionale
- Lingua sicana

### Area egea e Anatolia
- Substrato preellenico[2]
- Lingua minoica[2]
  - Lingua eteocretese
  - Lingua eteocipriota
- Lingua del disco di Festo
- Lineare A
- Sillabario cipriota-minoico
- Lingua hattica
- Lingua kaskea

### Europa settentrionale
- Ipotesi del substrato germanico
- Isole britanniche
  - Ipotesi del substrato goidelico
  - Forse una delle due lingue pittiche
- Ipotesi del substrato pre-ugrofinnico
  - Substrato presami – una o più lingue di substrato alla base delle lingue sami, magari in base alla posizione geografica
  - substrato prefinnico – alla base dello sviluppo del protofinnico; forse legato al substrato della lingua sami